# Mnohočetný myelom
Mnohočetný myelom, také Kahlerova nemoc (po Otto Kahlerovi), je maligní nádorové onemocnění plazmatických buněk, což je typ bílých krvinek za fyziologických podmínek produkující protilátky.
Nahromaděné abnormální buňky se shlukují především v kostech, kde působí léze s možností následných patologických zlomenin, a v kostní dřeni, kde narušují produkci normálních krevních buněk s tvorbou osteolytických ložisek. Většina případů myelomu zahrnuje tvorbu monoklonálního paraproteinu, abnormální protilátky působí poškození ledvin, které narušuje tvorbu normálních protilátek, což vede k imunodeficienci a v důsledku zhoršené filtrační renální schopnosti s efektem sníženého vylučování odpadních látek k rozvoji obrazu tzv. myelomové ledviny. Přítomna je též hyperkalcemie a proteinurie. V moči lze prokázat Bence-Jonesovu bílkovinu.
Příznaky nemoci:
Klasickou trojici příznaků tvoří únava, bolesti kostí a opakované infekce. Nejčastějším příznakem nemoci jsou bolesti v zádech či bolesti jiných částí skeletu, u 70 % nemocných je přítomna anémie, u některých je zvýšená koncentrace kreatininu a u 10–20 % chorých je v době stanovení diagnózy přítomna hyperkalcémie. Mnohočetný myelom se může hlásit i dalšími pestrými příznaky.
Myelom je diagnostikován pomocí krevních testů (např. elektroforéza bílkovin), mikroskopického vyšetření kostní dřeně (biopsie kostní dřeně) a rentgenem běžně zasažených kostí. Mnohočetný myelom je chorobou léčitelnou, ale jen výjimečně vyléčitelnou. Obvykle je další osud nemocného složen z relapsů a remisí v důsledku protinádorové léčby steroidy, chemoterapií, thalidomidem či transplantací kostní dřeně. Při pokročilé léčbě jsou též používány novější léky jako thalidomid, lenalidomid a bortezomib. Někdy je aplikována radiační terapie vůči kostním lézím, které způsobují pacientovi symptomy.
Incidence této nemoci je 1 až 4 nemocní na 100 000 obyvatel za rok. Výskyt je častější u mužů a z dosud neznámých důvodů je dvakrát častější u Afroameričanů než u bílých Američanů. Při konvenční léčbě je prognóza 3 až 4 roky, které mohou být prodlouženy až na 5 až 7 let při pokročilé léčbě. Předpokládá se, že plné zavedení léků nové generace (thalidomid, lenalidomid, bortezomib) do léčebných postupů dále prodlouží průměrné přežití, a počet osob, které budou žít déle než 10 let od zjištění diagnózy, se zvýší na 30 %. Mnohočetný myelom je druhou nejčastější hematologickou malignitou (13 %) a představuje 1 % všech nádorových onemocnění.